# Zubrohlava

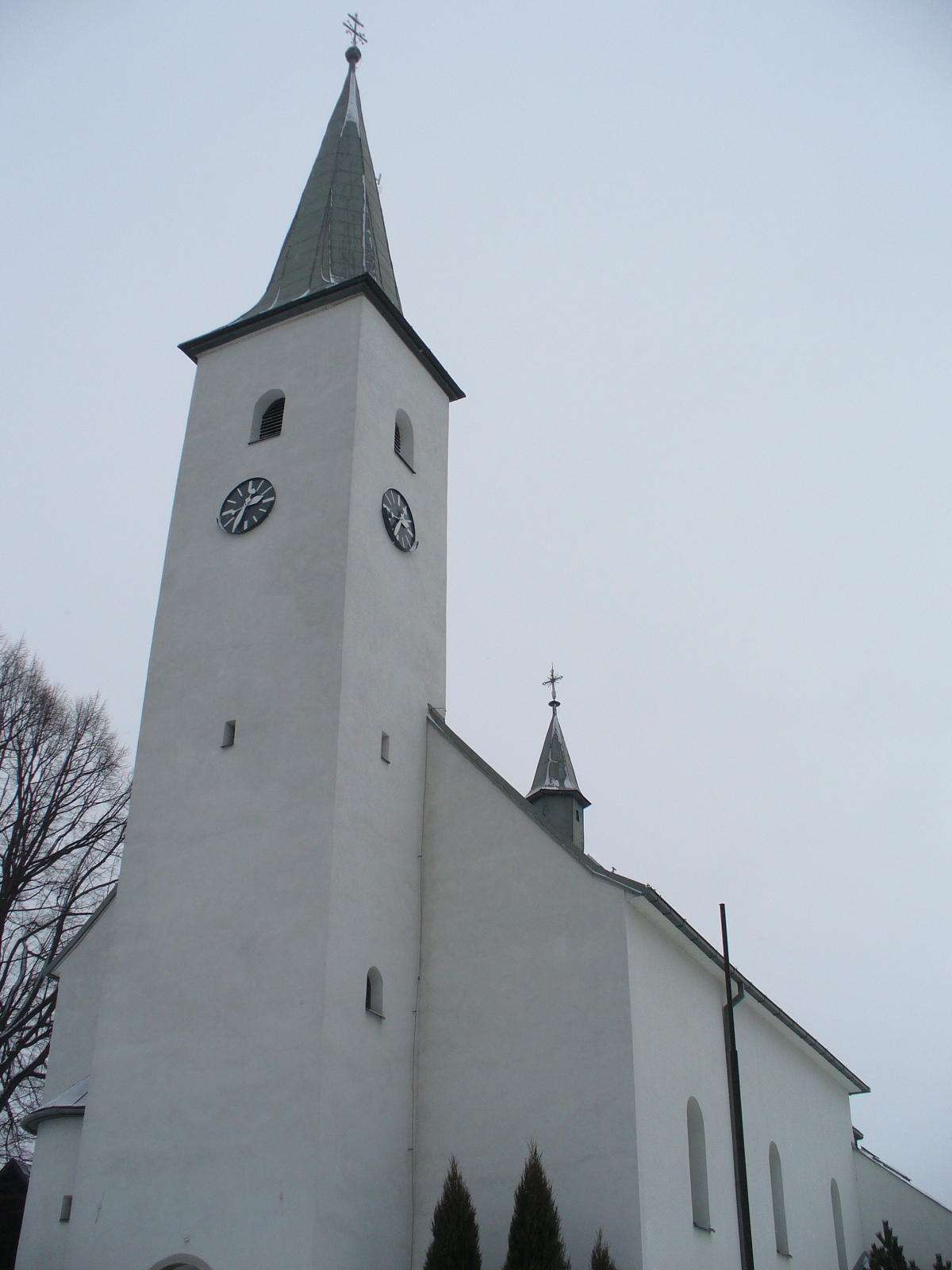
Zubrohlava

Zubrohlava (Hongaars: Zubrohlava) is een Slowaakse gemeente in de regio Žilina, en maakt deel uit van het district Námestovo.
Zubrohlava telt 2.163 inwoners.